# علاقة عن بعد

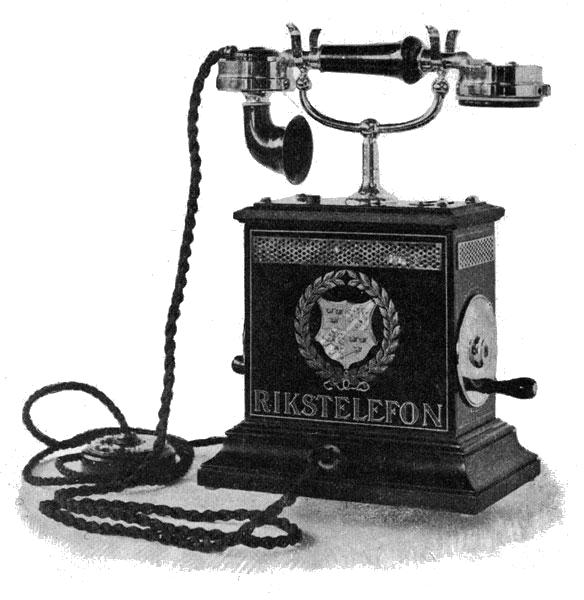
هاتف تم تصنيعه عام 1896 بواسطة هيئة الدولة السويدية وشركة مملوكة للدولة تدعى وكالة التلغراف الملكية

العلاقة عن بُعد (بالإنجليزية: long-distance relationship )‏ أو العلاقة الرومانسية عن بُعد (بالإنجليزية: long-distance romantic relationship) هي علاقة حميمة بين شريكين منفصلين جغرافيًا عن بعضهما البعض. يواجه الشركاء في العلاقة عن بعد انفصالًا جغرافيًا ويفتقدون التواصل وجهًا لوجه. تنتشر العلاقات عن بعد بين طلاب الكليات تحديدًا، فتشكل من خمسة وعشرين بالمئة إلى خمسين بالمئة من مجمل العلاقات. رغم تقديم العلماء لكثير من الإفادات بشأن العلاقات عن بعد، فلا تزال ظاهرة غير مدروسة بدقة.

## الخصائص
تختلف العلاقات عن بعد نوعيًا عن العلاقات القريبة جغرافيًا، تلك التي يكون فيها الشركاء قادرين على رؤية بعضهم البعض، وجهًا لوجه بانتظام. يقترح رولفينغ (1995) أن الشركاء في مثل هذا النوع من العلاقات يواجهون تحديات خاصة وهي:
- زيادة في الأعباء المالية من أجل الحفاظ على العلاقات
- صعوبة في إقامة صداقات قريبة جغرافيًا
- صعوبة في تقييم العلاقة عن بعد
- توقعات الشركاء العالية فيما يتعلق بجودة المقابلات المباشرة وجهًا لوجه القليلة في هذه العلاقات

## العلاقة عن بُعد مع الأصدقاء والعائلة
ليست كل العلاقات عن بعد علاقات رومانسية. عندما يذهب الأشخاص إلى المدرسة، تصير علاقاتهم بالعائلة والاصدقاء علاقات عن بعد أيضًا. يؤكد مركز بيو للأبحاث (2004) أن تسعة وسبعين بالمئة من البالغين أفادوا بأنهم يتواصلون مع العائلة والأصدقاء عبر الإنترنت، وتنص الدراسة المنشورة عبر نفس المشروع عام (2002) أنه بسبب التكنولوجيات الجديدة، يتمتع طلاب الكليات بروابط اجتماعية مع أصدقائهم أكثر من أفراد أسرهم. لذلك يساعد فحص البريد الإلكتروني الخاص بطلاب الكليات على معرفة كيفية تأثير الإنترنت في طلاب الكليات عاطفيًا واجتماعيًا.
في ظل التأثير الكبير للعولمة -إلى جانب التقدم في تقنيات النقل والاتصالات- أصبحت الهجرة بالتدريج سمة من سمات المجتمع المعاصر. ونتيجة لهذا، أصبحت ظاهرة الأسر الممتدة عبر أكثر من دولة شائعة على نحو متزايد، إذ يعيش أفراد الأسرة في مناطق وبلدان مختلفة، رغم ذلك -ورغم الحدود الوطنية بينهم- تأتي هذه الظاهرة مصحوبة بنوع من الشعور بالاتحاد الجماعي. فعلى سبيل المثال، يختار الأطفال مغادرة وطنهم للدراسة في الخارج، ويقرر الوالدان مغادرة وطنهم للحصول على فرص ورواتب أفضل، أو يتبع الأخوة مسارات حياة مختلفة في أماكن متفرقة من العالم.

### الحفاظ على الحياة الأسرية
وجدت دراسة نوعية أجريت فيها خمسون مقابلة مع أطفال مهاجرين بالغين في أستراليا وآبائهم في إيطاليا وأيرلندا وهولندا أن أفراد الأسر المشتتين جغرافيًا يتبادلون جميع أنواع الرعاية والدعم التي تقوم بها الأسر المتقاربة بشكل عام، بما في ذلك الدعم المالي، والعملي، والشخصي، والسكن، والدعم العاطفي أو المعنوي. وفقًا للباحثة لوريتا بالدسار، يبين تحليل وصف الأعراق البشرية والمرتبط مباشرة بثلاثين أسرة ممتدة عبر أكثر من دولة بين الأطفال المهاجرين البالغين الذين يعيشون في أستراليا وآبائهم في إيطاليا في الفترة من خمسينيات القرن العشرين إلى العقد الأول من القرن الحادي والعشرين أن تبادل الدعم العاطفي والمعنوي بين الآباء والأبناء هو العامل الأساسي لاستمرار العلاقات الأسرية في الأسر الممتدة عبر أكثر من دولة وضمان الالتزام تجاهها. يسّر انتشار تقنيات الإنترنت تبادل الدعم العاطفي بين أفراد الأسرة في المناطق النائية، وأتاح لهم فرصة الاتصال عن بعد يوميًا في أماكن يمكن الوصول إليها وبتكلفة ميسورة من أجل المحافظة على العلاقات.
أجرى شان تساو ((2013 سلسلة من المقابلات مع أربعة عشر فردًا يتواصلون باستمرار مع أفراد أسرهم الذين يعيشون في مناطق تختلف عنهم في التوقيت، وهي المملكة المتحدة والولايات المتحدة وكندا والصين. أظهر التحليل أنه من بين مجموعة متنوعة من وسائل الاتصال -بما في ذلك الوسائل المتزامنة مثل: الهاتف، والمكالمة الصوتية أو الفيديو على الإنترنت (مثل سكايب)، والأساليب غير المتزامنة مثل: البريد الإلكتروني أو الرسائل النصية، اعتمد أفراد الأسر البعيدة اعتمادًا كبيرًا على الوسائل المتزامنة للتواصل الافتراضي. إن التفاعل المباشر الآني الذي يحدث في التواصل المتزامن يعطي شعورًا بالحضور والتواصل والتفاني بين أفراد الأسرة، وهو ما يعتبره تساو أحد العناصر الأساسية للدعم العاطفي. مع ذلك، تجدر الإشارة إلى أن تكنولوجيات الإنترنت لم تحل محل أشكال التواصل الأقدم والتي تبدو أنها أقل فائدة، إذ لا تزال الأسر الممتدة عبر أكثر من دولة تستخدم الرسائل البريدية والبطاقات التلغرافية والهدايا والصور الفوتوغرافية وما إلى ذلك لإظهار رعايتها ومحبتها.
أظهرت الأبحاث أن الناس يحافظون على علاقاتهم المقربة عن طريق استخدام أنماط اتصال مختلفة مع مختلف أفراد العائلة. بينما يتواصل الناس عادةً بكثافة مع أفراد الأسرة الأقربين، مثل: الوالدين أو الأبناء، فإنهم يميلون إلى التواصل بشكل أقل تواترًا وانتظامًا مع أفراد الأسرة الآخرين بمن فيهم الأشقاء المتواجدين في مناطق تختلف عنهم في التوقيت. يُعتقد أن الأشقاء أقل التزامًا بالتواصل بإخلاص فيما بينهم -ولا سيما في مرحلة الشباب- وأنهم يفضلون الاتصال عن طريق الرسائل الفورية مثلًا لمعرفة الجديد عن وضع بعضهم البعض.

### آثار الفصل الجغرافي على رفاه الأطفال
هناك عدد كبير من الآباء والأمهات على الصعيد العالمي يسافرون إلى بلد آخر بحثًا عن العمل، تاركين وراءهم أطفالهم في وطنهم الأم. يأمل هؤلاء الآباء أن يوفروا لأطفالهم فرصًا أفضل للحياة في المستقبل. تتفاوت آثار هجرة الآباء للعمل على نمو الأطفال الذين يتركهم ذووهم وراءهم باختلاف العوامل، وتختلف نتائج الترتيبات المعيشية المتجاوزة لحدود البلدان على رفاه الأطفال. على سبيل المثال، أفاد الباحثون من خلال دراسة عينة مكونة من سبعمئة وخمس وخمسين أسرة مكسيكية كان فرد واحد على الأقل من أفرادها قد هاجر إلى الولايات المتحدة، أن الأطفال الذين تُرِكوا من أسرهم قد يستفيدون اقتصاديًا من التحويلات المالية التي أرسلها آباؤهم إلى أوطانهم، في حين يعانون عاطفيًا من الانفصال الطويل الأمد. وُجدت نتائج مماثلة في دراسة أجراها لاهاي، وهايز، وبيبر، وهايمان (2009)، وهي دراسة تعاقبية (ارتباطية) تستكشف العلاقة بين هجرة الوالدين والصحة النفسية للأطفال باستخدام عينة تمثيلية من الأسر الممتدة عبر أكثر من دولة في المكسيك والولايات المتحدة.
تؤدي هجرة الأم فقط أو الأب فقط دورًا في التأثير على نفسية الأطفال أيضًا. استنادًا إلى المقابلات والملاحظات التي أُجريت مع الأسر الفلبينية الممتدة عبر أكثر من دولة، يميل الأطفال إلى اختبار مشاكل عاطفية ناتجة عن انفصالهم عن أمهاتم أكثر من الناتجة عن انفصالهم عن آبائهم، مع أخذ الأدوار التقليدية للجنسين في الأسرة بعين الاعتبار.
تتمايز آثار هجرة الآباء والأمهات على الرفاه النفسي للأطفال من بلد لآخر أيضًا. بالرجوع إلى البيانات التي جُمعت من الدراسة الأساسية الشاملة لعدة قطاعات لصحة الأطفال والآباء المهاجرين في جنوب شرق آسيا، أظهر غراهام وجوردن (2011) أن أطفال الآباء المهاجرين في إندونيسيا وتايلاند أكثر ميلاً لأن يعانوا من سوء الصحة النفسية مقارنة بأطفال الأسر غير المهاجرة، في حين أن النتائج لم تتكرر في أطفال الفلبين وفيتنام. تؤثر ترتيبات الرعاية الخاصة للأطفال المتروكين -مثل طلب المساعدة من أفراد الأسرة الممتدة للاضطلاع بمهام تقديم الرعاية- تأثيرًا كبيرًا على نمو الأطفال. كشف لاهاي وآخرون (2009) أن الأطفال الذين تولوا مسؤولية الاعتناء بأنفسهم لديهم احتمال أكبر لإظهار مشاكل سلوكية وأكاديمية بالمقارنة مع الأطفال الآخرين الذين توفر لهم ترتيبات رعائية.